# نوربیت
نوربیت (انگلیسی: Norbit) فیلمی کمدی به کارگردانی برایان رابینز، تهیه‌کنندگی جان دیویس، ادی مورفی و مایکل تولین و بازی ادی مورفی محصول سال ۲۰۰۷ میلادی است.
در این فیلم ادی مورفی با پوشیدن لباس مبدل علاوه بر نقش نوربیت در نقش زن چاقی به نام راسپوتیا لاتیمور حضور داشته است.

## خلاصه داستان
نوربیت در دوران نوزادی از اتومبیلی به بیرون پرت شده و مالک یک رستوران چینی به اسم آقای وانگ او را به فرزند خواندگی قبول کرده‌است. او در دوران جوانی مجبور می‌شود با دختر بسیار چاق، عصبی و مستبد به اسم راسپوتیا ازدواج کند. در ادامه نوربیت با دوست دوران کودکی اش که دختری زیبا به اسم کیت ویلیامز است آشنا شده و به او علاقه‌مند می‌شود. از سوی دیگر کیت نامزدی ثروتمند و خوش تیپ به اسم دیون دارد اما بتدریج که وقت بیشتری را با نوربیت می‌گذارند به او علاقه‌مند می‌شود.

## جوایز
این فیلم کاندیدای یک اسکار (جایزه اسکار بهترین چهره پردازی) در سال ۲۰۰۸ شد.